# サムズアップ人生開運プロジェクト
『サムズアップ 人生開運プロジェクト』（ サムズアップ じんせいかいうんプロジェクト 、通称：「サムズアップ」）は、2003年4月18日から同年9月12日まで、テレビ朝日系列で放送された朝日放送テレビ（ABCテレビ）制作のゲーム番組である。放送時間は、毎週金曜21:00 - 21:54（JST）。

## 番組概要
予選を勝ち抜いた一般視聴者4名が出演。ジャンケンでみのもんたと対戦する。最後まで勝ち抜くと1000万円が贈られる。「運命は拳（こぶし）で切り拓け！」を合言葉に困っている人々と数奇なる人生を送っている人々をジャンケンで応援してあげたいというコンセプトのもとに放送された。
放送開始から3か月ほどは一般からの出場者のみでゲームが行われていたが、2003年7月以降、一般出場者に加えて著名人3名がゲストとして出演、末期は芸能人の出場者のみの形式となったが、最終回は一般出場者も参加する形式に戻してゲームが行われた。芸能人で1000万円を獲得したのは陣内貴美子とガッツ石松。
また、山形テレビ向けにみのと優香による番宣CMが製作され、同局では2か月のみオンエアされた。

## 出演者
司会
- みのもんた
- 優香

アシスタント
- 高野直子（ABCアナウンサー）
- 武田和歌子（同アナウンサー）

## 初期（4月18日 - 5月30日）のルール
- まず事前に4人の出場者（4月18日放送分は5人だった）のプロフィールおよび出場動機を書いた紙を観客に配り「この人を応援したい」と思うかどうかアンケートをとる。その支持率で順位をつけ、ステップラダー方式のトーナメントを行う。まず支持率4位と支持率3位が対決。勝った方が支持率2位と戦い、その勝者が支持率1位と最終決戦。それに勝てば100万円とみのステージへの挑戦権を得る。途中で負けた人には参加賞として2万円が贈られる（5月23日・5月30日放送分ではこのポジションをクジ引きで決めていた）。
- 出場者同士の勝負はすべて予告ケン3本勝負で行う（2本先取）。まず、どの手を出すかを互いにスイッチで予告し、その表示を見て相手の心理を読み、その後本番のジャンケンに入る（無論、予告を裏切り別の手を出しても構わない）。
- 本番のジャンケンでは三・三・七拍子のリズムに乗せて「J・A・N！K・E・N！サムライフジヤマジャンケンポン！！」の掛け声が流れる。
- 優勝者はサムズアップしてみのステージに行くか、ここでギブアップして100万円を持って帰るかを聞かれる。みのステージはサムライ → キヨミズ → フジヤマの3段階に分かれていてすべて1本勝負。負けたらそこで終了となる（各段階をクリアするごとに、サムズアップかギブアップかを問われる）。

### みのステージ
サムライステージ
推理ケン勝負。ジャンケンの手が描かれた3枚のカードからチャレンジャーが好きなものを1枚取る。残り2枚をよくシャッフルしたものからみのが1枚取る。そのカードを見たみのの表情や、質問に対する返事および間を観察し、「このまま勝負する」か「残ったもう1枚とチェンジして勝負する」かを決める。勝てば賞金は200万円に、負ければ50万円になる。
キヨミズステージ
みのだけが予告をする予告ケン。みのの心理を読む必要がある。勝てば300万円、負ければ100万円になる。
フジヤマステージ
チャレンジャーのみ予告する予告ケン。みのの心理を読んで、さらに騙す必要がある。勝てば1000万円、負ければ100万円になる。

## リニューアル後（6月6日以降）のルール
- 出場者はすべて、最初からみのもんたと直接対決。3,4種類のジャンケンを利用したゲームを用意してあり、好きな順番で挑戦していく（7月11日放送分以降は、はじめからゲームの順番が指定されていた）。3種類クリアできれば300万円が贈られる。途中で失敗しても、クリアした数に応じた賞金が贈られる（0勝 → 敢闘賞、金額は不明。 1勝 → 10万円。 2勝 → 20万円）。
- 300万円を手にしたチャレンジャーは、1000万円を狙ってキヨミズステージに挑戦することもできる（失敗すれば100万円にダウン）。もちろん300万円でギブアップしてもよい。

### リニューアル後のゲーム
- 推理ケン
リニューアル前のサムライステージと同じ。
- 宣言ケン
リニューアル前のキヨミズステージと同じ。
- シャッフルケン
グー・チョキ・パーが中に描かれた3つのカップをみのがジャズらしき軽快な音楽にのせ15秒かけてシャッフルする。先にみのが1つ選び、残った2つからチャレンジャーが好きな方を選んで勝負。稀にみのが中を見せる事がある。1～2回程だが、みのがカップをひっくり返してしまい、中が見えてしまった事があった。
- 記憶ケン
グー・チョキ・パーが描かれたパネルが3枚ずつ合計9枚あり、これを5秒間だけオープン。そのあと、みのがランダムに1枚オープンし、チャレンジャーはそのオープンされた手に勝つ手が、何番に隠れているかを3つ全部言い当てればクリア。負け・あいこの手を選ぶ失敗。はじめは「グーが緑、チョキが黄色、パーが赤」だったが、回を重ねるにつれ「全部黄色で統一」や「それぞれに3色が1枚ずつ」と難易度がアップしていき、さらにオープンの方法も「一斉にオープンしっぱなし」から「1枚 - 3枚ずつランダムに一瞬ずつで最後に全部一瞬だけオープン」と変わっていった。
- カウントケン
3カウントの準備の後、スタートの合図でゴダイゴの｢Monkey Magic｣のイントロにのせて、25枚のパネルが四隅のどこかから、時計回りの渦巻状に次々とオープンしていく。どれか1種類が9枚あり、残る2種類が8枚ずつ。見ることができる時間はスタートしてから10秒間。そのあと、みのとジャンケン。この時みのは、必ずさっきのパネルで9枚あった手を出してくる。それに勝つ手を出せばクリア。記憶ケン同様負け・あいこを選ぶと失敗。

キヨミズステージはストレートジャンケン（つまり普通のジャンケン）3本勝負で2本先取。
勝てば1000万円GET。負ければ100万円にダウン。
※賞金限度額は民放連の自主規制により、一人につき200万円までと定めているが、この番組では人数に関係なく、賞金上限1000万円となっている。

## スタッフ
- ナレーター：大橋俊夫
- 構成：堀田延、たむらようこ、村上卓史、堀江利幸、北本かつら、小林のぞみ
- ブレーン(2003年6月6日〜)：荒木美子、沼澤僚子
- TD：稲田晃宏
- SW：山口善弘
- LD：小田原敬、川田敦史
- CAM：藤本裕武、笠上大一
- AUD：市川純雄
- 美術進行：福島禎之
- 美術製作：矢野浩則
- 電飾：内藤博之
- 編集：渡辺篤（TDKコア）、木村信彦（TDKコア）
- MA：日吉寛（TDKコア）
- 音効：山本千秋（佳夢音）
- マルチ：神倉鉄也（ズーム）
- 特殊効果：大宮敏明（パイロテック）
- メイク：安藤千浪（アートメイク・トキ）
- ロゴデザイン：秋山具義（デイリーフレッシュ）
- CG：石倉広也（デジデリック）
- TK：島田真見（ジャムオフィス）
- 技術協力：イムプレス、千代田ビデオ、FLT
- 美術協力：CAVIN
- テーマ曲：丸山和範
- 音楽(2003年6月6日〜)：黒木千波留
- 衣裳：御法川靖子
- 協力：井口高志（電通）、フルタイム、スコープ、㈱公募ガイド社、ABCリブラ
- 広報：相馬洋（ABC）
- デスク：松原幹（ABC）、新谷美佳（リーライダーす）
- AP：安部公代、荻原奈津子、津田裕子
- ロケディレクター：今井洋介、織田智、早川和孝、後藤啓一
- ディレクター：高橋研、田頭悟、宇津浩二、山下美紀子、岩橋正憲
- 演出：李闘士男（リーライダーす）
- プロデューサー：今村俊昭（ABC）、清水雄一郎（ABC）、神成欣哉（リーライダーす）
- チーフプロデューサー：藤田和弥（ABC）
- 制作：朝日放送テレビ、リーライダーす